# Castillo de Castellón de Tor
El Castillo de Castellón de Tor es un monumento histórico de la población Castellón de Tor, en el término de Pont de Suert, perteneciente a la comarca catalana de la Alta Ribagorza, en la provincia de Lérida, declarado Bien cultural de interés nacional. Se sitúa el castillo encima de la roca que se levanta sobre el pueblo de Castellón de Tor, cubierto de vegetación.

## Historia
Una de las primeras referencias documentales del castillo es del siglo X, cuando el conde Unifredo de Ribagorza donó la herencia que tenía de su padre, incluido el castillo, al monasterio de Santa María de Alaón, comunidad que fue breve, debido a la crisis monástica del siglo XI. El año 1040, el conde Ramón III de Pallars Jussá vendió a Riculf Oriolf Castellón de Tor con sus feudos, parroquias y pertenencias. Hacia el 1085 el señorío del castillo fue a parar a manos de la catedral de San Vicente de Roda de Isábena. El 1321, los canónigos de San Vicente de Roda renunciaron a sus derechos sobre el castillo a favor del obispado de Lérida, desde entonces los fogajes citan el sitio de Castellón como señorío eclesiástico de la catedral de Lérida.

## Descripción
En la colina donde se asienta el pueblo hay un gran roquedal que posiblemente fue la base del castillo. El acceso se realiza por un camino en zigzag que desde el pueblo conduce a la cima, destacándose desde este, solo una estructura medio enterrada, construida con piedras bien escuadradas unidas con argamasa de cal, que podría corresponder a la antigua cisterna. El recinto superior, en la cima de la colina, destaca por la conservación de las cuatro paredes de la muralla, sobre todo la parte hacia el norte -1,80 m de altura-, con una estructura rectangular 15 x 9,5 m., que se adosa a una gran roca que existe en la esquina noroeste donde se asentaría una torre circular. Los muros están construidos con piedras de diferentes tipos como granito, arenisca y pizarra, sin devastar, y unidos con mortero de cal. Todo el recinto presenta una gran potencia estratigráfica.
Hay restos de un muro semicircular, orientado hacia oeste, que rodea parte de esta base de roca. En el lado este, se encuentra una estancia de planta rectangular que conserva dos muros en ángulo recto, de una anchura de 70 cm, hechos de piedra irregular unida con argamasa.
El origen de la fortaleza data del siglo X, pero los restos conservados pertenecen, por sus características, a la época bajo medieval. Tal vez el muro curvado sobre la roca podría ser anterior.